# Indian Wells Open 2000 - Qualificazioni singolare maschile
Le qualificazioni del singolare maschile dell'Indian Wells Open 2000 sono state un torneo di tennis preliminare per accedere alla fase finale della manifestazione. I vincitori dell'ultimo turno sono entrati di diritto nel tabellone principale. In caso di ritiro di uno o più giocatori aventi diritto a questi sono subentrati i lucky loser, ossia i giocatori che hanno perso nell'ultimo turno ma che avevano una classifica più alta rispetto agli altri partecipanti che avevano comunque perso nel turno finale.
Le qualificazioni del torneoIndian Wells Open  2000 prevedevano 32 partecipanti di cui 8 sono entrati nel tabellone principale.

## Teste di serie
1. Roger Federer (primo turno)
2. Assente
3. Richard Fromberg (primo turno)
4. John van Lottum (ultimo turno)
5. Maks Mirny (Qualificato)
6. George Bastl (primo turno)
7. Paul Goldstein (Qualificato)
8. Markus Hipfl (primo turno)

1. Martin Damm (ultimo turno)
2. Jan-Michael Gambill (Qualificato)
3. Christophe Rochus (ultimo turno)
4. Ronald Agénor (ultimo turno)
5. Andrea Gaudenzi (primo turno)
6. Byron Black (Qualificato)
7. Mark Woodforde (primo turno)
8. Paradorn Srichaphan (primo turno)

## Qualificati
1. Marcos Ondruska
2. Cyril Saulnier
3. Justin Gimelstob
4. Byron Black

1. Maks Mirny
2. Ján Krošlák
3. Paul Goldstein
4. Jan-Michael Gambill

## Tabellone

### Legenda
| - Q = Qualificato - WC = Wild card - LL = Lucky loser | - ALT = Alternate - SE = Special Exempt - PR = Protected Ranking | - w/o = Walkover - r = Ritirato - d = Squalificato |

### Sezione 1
|  | Primo turno | Primo turno         | Primo turno | Primo turno | Primo turno |  |  | Ultimo turno    | Ultimo turno    | Ultimo turno | Ultimo turno | Ultimo turno |  |
|  |             |                     |             |             |             |  |  |                 |                 |              |              |              |  |
|  |             | Leander Paes        | 5           | 6           | 6           |  |  |                 |                 |              |              |              |  |
|  | 1           | Roger Federer       | 7           | 1           | 4           |  |  | Leander Paes    | Leander Paes    | 6            | 4            | 4            |  |
|  |             | Marcos Ondruska     | 2           | 7           | 6           |  |  | Marcos Ondruska | Marcos Ondruska | 4            | 6            | 6            |  |
|  | 16          | Paradorn Srichaphan | 6           | 5           | 4           |  |  |                 |                 |              |              |              |  |

### Sezione 2
|  | Primo turno     | Primo turno     | Primo turno    | Primo turno | Primo turno |  |  | Ultimo turno   | Ultimo turno   | Ultimo turno   | Ultimo turno | Ultimo turno |  |
|  |                 |                 |                |             |             |  |  |                |                |                |              |              |  |
|  | Cyril Saulnier  | Cyril Saulnier  | 6              | 4           | 6           |  |  |                |                |                |              |              |  |
|  | Maximilian Abel | Maximilian Abel | 2              | 6           | 3           |  |  | Cyril Saulnier | Cyril Saulnier | Cyril Saulnier | 6            | 6            |  |
|  |                 | Mark Woodforde  | Mark Woodforde | 6           | 6           |  |  | Mark Woodforde | Mark Woodforde | Mark Woodforde | 4            | 3            |  |
|  | 15              | Nicolás Massú   | Nicolás Massú  | 3           | 0           |  |  |                |                |                |              |              |  |

### Sezione 3
|  | Primo turno | Primo turno      | Primo turno | Primo turno | Primo turno |  |  | Ultimo turno | Ultimo turno     | Ultimo turno     | Ultimo turno | Ultimo turno |  |
|  |             |                  |             |             |             |  |  |              |                  |                  |              |              |  |
|  |             | Justin Gimelstob | 62          | 7           | 6           |  |  |              |                  |                  |              |              |  |
|  | 3           | Richard Fromberg | 7           | 68          | 3           |  |  |              | Justin Gimelstob | Justin Gimelstob | 6            | 6            |  |
|  | 4           | John van Lottum  | 6           | 3           | 6           |  |  | 4            | John van Lottum  | John van Lottum  | 4            | 3            |  |
|  |             | Phillip King     | 4           | 6           | 4           |  |  |              |                  |                  |              |              |  |

### Sezione 4
|  | Primo turno | Primo turno     | Primo turno     | Primo turno | Primo turno |  |  | Ultimo turno | Ultimo turno  | Ultimo turno  | Ultimo turno | Ultimo turno |  |
|  |             |                 |                 |             |             |  |  |              |               |               |              |              |  |
|  | 14          | Byron Black     | 5               | 6           | 7           |  |  |              |               |               |              |              |  |
|  |             | Fredrik Jonsson | 7               | 3           | 5           |  |  | 14           | Byron Black   | Byron Black   | 7            | 6            |  |
|  |             | Wayne Arthurs   | Wayne Arthurs   | 7           | 6           |  |  |              | Wayne Arthurs | Wayne Arthurs | 65           | 4            |  |
|  | 13          | Andrea Gaudenzi | Andrea Gaudenzi | 62          | 2           |  |  |              |               |               |              |              |  |

### Sezione 5
|  | Primo turno | Primo turno       | Primo turno       | Primo turno | Primo turno |  |  | Ultimo turno | Ultimo turno  | Ultimo turno  | Ultimo turno | Ultimo turno |  |
|  |             |                   |                   |             |             |  |  |              |               |               |              |              |  |
|  | 5           | Maks Mirny        | Maks Mirny        | 6           | 6           |  |  |              |               |               |              |              |  |
|  |             | Michel Kratochvil | Michel Kratochvil | 3           | 4           |  |  | 5            | Maks Mirny    | Maks Mirny    | 7            | 6            |  |
|  | 12          | Ronald Agénor     | Ronald Agénor     | 6           | 6           |  |  | 12           | Ronald Agénor | Ronald Agénor | 65           | 4            |  |
|  |             | Stéphane Huet     | Stéphane Huet     | 2           | 1           |  |  |              |               |               |              |              |  |

### Sezione 6
|  | Primo turno | Primo turno       | Primo turno       | Primo turno | Primo turno |  |  | Ultimo turno | Ultimo turno      | Ultimo turno | Ultimo turno | Ultimo turno |  |
|  |             |                   |                   |             |             |  |  |              |                   |              |              |              |  |
|  |             | Ján Krošlák       | Ján Krošlák       | 6           | 7           |  |  |              |                   |              |              |              |  |
|  | 6           | George Bastl      | George Bastl      | 4           | 63          |  |  |              | Ján Krošlák       | 6            | 3            | 6            |  |
|  | 11          | Christophe Rochus | Christophe Rochus | 7           | 6           |  |  | 11           | Christophe Rochus | 2            | 6            | 3            |  |
|  |             | Xavier Malisse    | Xavier Malisse    | 611         | 3           |  |  |              |                   |              |              |              |  |

### Sezione 7
|  | Primo turno | Primo turno    | Primo turno    | Primo turno | Primo turno |  |  | Ultimo turno | Ultimo turno   | Ultimo turno | Ultimo turno | Ultimo turno |  |
|  |             |                |                |             |             |  |  |              |                |              |              |              |  |
|  | 7           | Paul Goldstein | Paul Goldstein | 6           | 6           |  |  |              |                |              |              |              |  |
|  |             | Cecil Mamiit   | Cecil Mamiit   | 1           | 2           |  |  | 7            | Paul Goldstein | 5            | 6            | 6            |  |
|  | 9           | Martin Damm    | 4              | 6           | 6           |  |  | 9            | Martin Damm    | 7            | 3            | 4            |  |
|  |             | Wayne Black    | 6              | 4           | 2           |  |  |              |                |              |              |              |  |

### Sezione 8
|  | Primo turno | Primo turno         | Primo turno         | Primo turno | Primo turno |  |  | Ultimo turno | Ultimo turno        | Ultimo turno | Ultimo turno | Ultimo turno |  |
|  |             |                     |                     |             |             |  |  |              |                     |              |              |              |  |
|  |             | Bob Bryan           | 4                   | 6           | 6           |  |  |              |                     |              |              |              |  |
|  | 8           | Markus Hipfl        | 6                   | 3           | 3           |  |  |              | Bob Bryan           | 7            | 6            | 3            |  |
|  | 10          | Jan-Michael Gambill | Jan-Michael Gambill | 6           | 6           |  |  | 10           | Jan-Michael Gambill | 63           | 7            | 6            |  |
|  |             | Alex O'Brien        | Alex O'Brien        | 4           | 1           |  |  |              |                     |              |              |              |  |